# Kontakte
Kontakte — твір Карлгайнца Штокгаузена, написаний між 1958 та 1960 рр., який включає квадрофонічний запис електронної музики та партії фортепіано й ударних. Електронна доріжка із Kontakte може відтворюватись як самостійний твір, і позначена номером 12 у каталозі творів композитора, в той час як версія Kontakte для електронної доріжки та фортепіано й ударних має номер {\displaystyle 12{\frac {1}{2}}} серед творів Штокгаузена. Існує також твір під назвою Originale (1961), який включає електронну та інструментальну партію Kontakte, а також музичний театр (твір позначено номером {\displaystyle 12{\frac {2}{3}}}).
Прем'єра твору відбулась 11 червня 1960 року в малому концертному залі Західнонімецького радіо в Кельні.
Загальна тривалість твору: 35 хвилин 30 секунд.

## Тлумачення назви твору
Як і в інших своїх творах, в Kontakte Штокгаузен оперує «контактами» (а не контрастами) між різними якостями музичного матеріалу. Ці «контакти» відбуваються шляхом плавних переходів між звуковими сферами. Сам композитор так висловлюється про Kontakte:
|  | «Ряд форм зв'язків [forms of contact] об'єднують сфери електронної та інструментальної музики. <...> Категорії електронних звуків утворюють зв'язки й переходи між різними інструментальними тембрами, то змішуючись із ними, то віддаляючись від них у досі невідомі сфери звуку». |

Щодо самої назви твору, композитор зазначає:
|  | «[Ця] назва означає як контакти між електронними й інструментальними групами звуків, так і контакти між самостійними, дуже характерними моментами, а також між формами руху звуку у просторі (у 4-канальній версії електронної доріжки)». |

## Характеристика електронної доріжки Kontakte
Штокгаузен реалізував електронну доріжку твору між вереснем 1959 і травнем 1960 у студії електронної музики при Західнонімецькому радіо. В цій композиції Штокгаузен втілив на практиці свою концепцію єдності музичного часу, про яку він згадує, зокрема, в статті «Die Einheit der musikalischen Zeit» (в англійському перекладі статті вжито заголовок «The Concept of Unity in Electronic Music» (див. розділ «Джерела»).
Основною ідеєю Kontakte є підпорядкування усіх параметрів музичної композиції сфері часу. Штокгаузен відштовхується від того факту, що не лише ритм, а й висота звуку залежать від часової характеристики — розподілу пульсацій в часі (чим густіше розміщені пульсації, тим вищою є частота коливань, і тим вищим сприймається звук). Композитор пропонує єдину часову шкалу, яка об'єднує в собі тембр, висоту звуку, ритм і форму музичної композиції.
Між 17-ю та 18-ю хвилинами електронної доріжки Kontakte Штокгаузен демонструє яскравий приклад об'єднання і плавних переходів між собою звуковисотної, тембрової і ритмової частин цієї шкали. Тон, утворений генератором імпульсів, плавно «спускається» із 166 Гц на 7½ октав донизу аж поки частота його коливань зменшується настільки, що він перестає сприйматись як, власне, тон, і плавно переходить у сферу ритму — слух починає розрізняти окремі імпульси, з яких складається цей музичний звук. В своїй найнижчій часово-висотній точці відстань між імпульсами досягає 140 см плівки (де 38.1 см = 1 секунді часу), тобто ~ 3.67 секунд.
Увесь звук генератора імпульсів пропущено через вузькочастотний фільтр, який у початковій висотній точці надає імпульсам тембру, а в кінцевій — переходить із тембрової сфери у сферу висоту звуку, в той час як сам генератор імпульсів уже «спустився» у сферу ритму.
Штокгаузен зазначає, що «більшість [музичних] подій в Kontakte, як, зокрема, в наведеному прикладі, були скомпоновані шляхом різноманітних часових перетворень структур на основі імпульсів». І далі: «Часовий процес, завдяки якому звук може перетворюватись у ритм, безсумнівно може мати музичний вияв».

## Характеристика інструментальної сфери Kontakte
Штокгаузен ділить інструментальні звуки, використані в Kontakte, на 6 категорій:
1. металічний звук
  - кроталі
2. металічний шум
  - тарілки, там-там, гонг, тронка, бубончики
3. звук мембрани
  - бонго
4. шум мембрани
  - том-том, малий барабан
5. дерев'яний звук із означеною висотою
  - маримба
6. дерев'яний звук без означеної висоти
  - дерев'яний африканський бубен[10], гуїро

Фортепіано виконує роль посередництва між звуками ударних інструментів та електронною доріжкою.

## Форма твору
Штокгаузен стверджує, що «цей твір написано у „момент-формі“. Кожен „момент“, як процес, так і стан, є незалежним і само-регульованим, здатним до самостійного існування». Ескізи та попередні схеми композитора свідчать про те, що спершу Штокгаузен планував, що твір складатиметься із 18 «моментів»/структур (тут в значенні частини твору), кожна з яких складалася б із 6 під-частин, але в кінцевій реалізації твору композитор створив лише 14 структур, які походять із початкового плану, та ще 2 додаткові вступні структури, які відсунули нумерацію основних структур на 2 позиції вверх.
Окрім того, Штокгаузен оперує в цьому творі серіями перетворень матеріалу, які мають по 6 значень. Детальний аналіз серійної організації параметрів у Kontakte можна знайти у Heikinheimo 1972 (див. розділ «Джерела»).

### Додаткова література
- S. Heikinheimo. The Electronic Music of Karlheinz Stockhausen. — Helsinki, 1972.